# Schlacht von Cerro Corá
Die Schlacht von Cerro Corá war die letzte Schlacht des Tripel-Allianz-Kriegs. Der Kampf ereignete sich am 1. März 1870 im heutigen Naturpark im Departamento Amambay und endete mit dem Tod des paraguayischen Präsidenten Francisco Solano López und mit dem Sieg der alliierten Truppen. Auf brasilianischer und argentinischer Seite kämpften General José Antônio Correia da Câmara mit etwa 2600 Mann, auf paraguayischer Seite López und der Vizepräsident Domingo Francisco Sánchez, die beide in der Schlacht ihr Leben verloren. Die letzten Truppen Paraguays waren bereits ausgehungert und mit nur noch etwa 400 Mann den brasilianischen Truppen hoffnungslos unterlegen.
1. Phase: Paraguays Offensiven gegen Brasilien und Argentinien (1864–1865)

Mato-Grosso-Feldzug – Corrientes – Riachuelo – Yatay – Uruguayana
2. Phase: Alliierte Gegenoffensive und Stellungskrieg vor Humaitá (1866–1867)

Itapirú – Estero Bellaco – Tuyutí I – Yataytí Corá – Boquerón – Sauce – Curuzú – Curupaytí
3. Phase: Wiederaufnahme der alliierten Offensive und Eroberung des Kernlandes Paraguays (1867–1868)

Tuyutí II – Humaitá – Ytororó – Avahy – Itá Ivaté
4. Phase: Schlussoffensive der Alliierten und totale Niederlage Paraguays (1869–1870)

Piribebuy – Acosta Ñu – Cerro Corá

## Vorgeschichte
Die Schlachten um Piribebuy und von Campo Grande (16. August 1869) waren die letzten großen Schlachten des Kriegs, und was von den Soldaten der geschlagenen Truppen Paraguays übrig blieb, schloss sich dem letzten Truppenkontingent des Präsidenten López an und flüchtete über den Rio Dourados nach Paraguay zurück. Von dort schlug die Kolonne den Weg nach Caraguatay ein, wo der paraguayische Präsident die vierte Hauptstadt seines Landes proklamiert hatte. Zu diesem Zeitpunkt erlaubte die zahlenmäßige Überlegenheit der brasilianische Armee die Organisation in mehreren Kolonnen, um Lopez Truppen die Flanken abzuringen und die Verfolgung nach Caraguatay auf drei Wegen gleichzeitig zu führen. Am 8. Februar 1870 erreichte López und seine Kolonne Cerro Corá und ließ sein Lager sichern. Die letzten Verbände Paraguays bestanden nur noch aus etwa 450 Personen, darunter Vizepräsident Domingo Sánchez, die Generäle Bernardino Caballero, Isidoro Resquín, Francisco Roa und José María Delgado sowie Frauen und Kinder, allesamt hungrig und zerlumpt, die Männer ohne Munition hauptsächlich nur mehr mit Lanzen und Säbeln bewaffnet.  Am 18. Februar erreichte die brasilianische Kolonne unter Correia da Câmara den Ort Bela Vista. Der General erfuhr von Oberst Bento Martins, dass sich das Lager von López in Cerro Corá befand. Die Information war durch von Deserteure und Gefangene weitergegeben worden.

## Verlauf

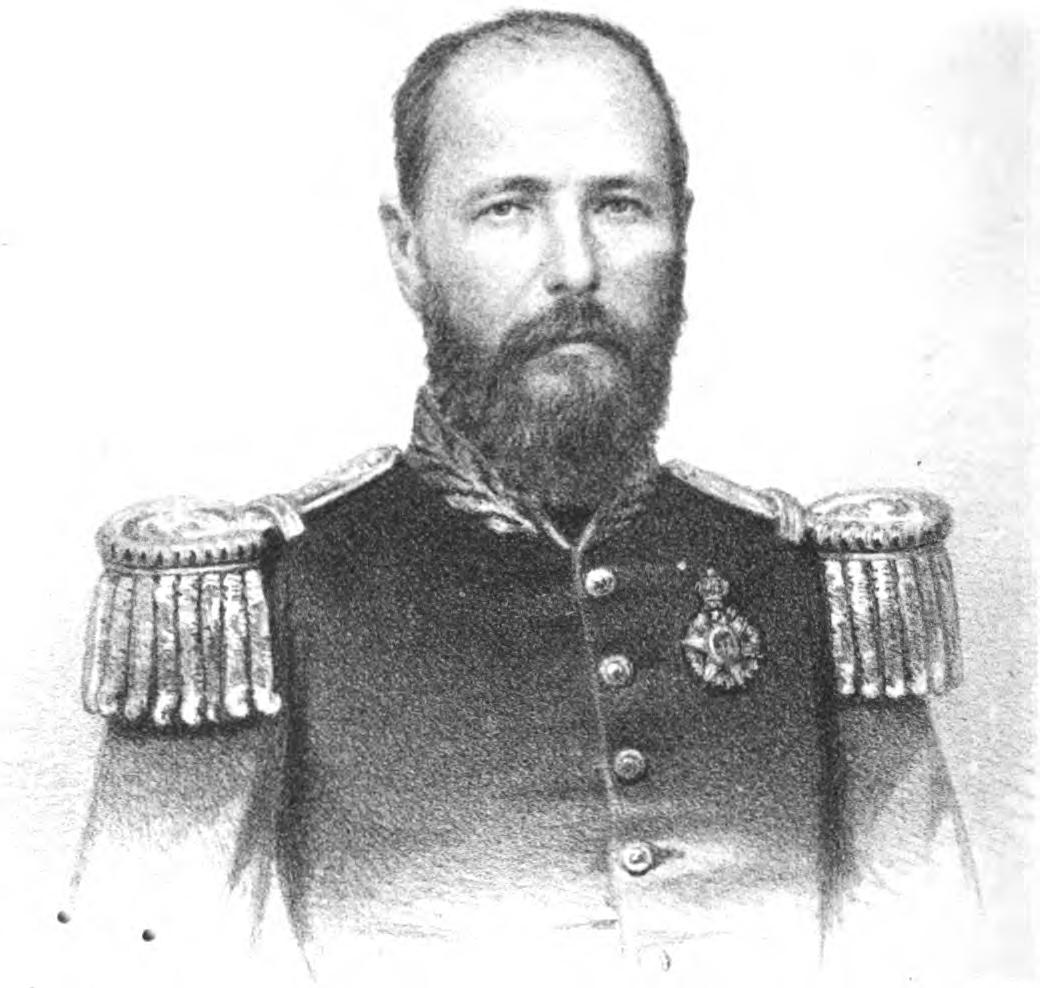
Der brasilianische General Jose Antonio Correia da Câmara, Visconte de Pelotas

Am 1. März 1870 um 6.00 Uhr morgens wurde Lopez darüber informiert, dass seine Verteidigung am Tacuara-Übergang angegriffen worden war, diese Information wurden auch an die Verteidigung am Aquidabán-Abschnitt weitergegeben. Der Angriff wurde von Soldaten bestätigt, die auf das zentrale Lager von López zurückfluteten. Die Brasilianer, die etwa 2.600 Mann zählten, näherten sich dem Lager und umzingelten den Gegner. Am 1. März griffen die Truppen unter Correia da Câmara von zwei Seiten, frontal und im Rücken des Gegners an. Die zwei Verteidigungspunkte, einer am Tacuara und der andere am Rio Aquibadán, fielen schnell. Der an der Mündung von Chiriguelos sichernde Verband unter General Francisco Roa wurde nach Verweigerung der Übergabe niedergemacht. Vom Beginn des brasilianischen Kavallerieangriffs auf das Lager bis zum Ende des Gefechts vergingen nur etwa 15 Minuten. Kavallerie und Infanterie unter Oberst João Nunes da Silva y Tavares rückten derweil in die Mitte des Lagers vor und trafen auf Solano López, der auf einem Pferd saß, sowie dessen 17-jährigen Sohn Oberst Juan „Panchito“ López und einige Offiziere des zerschlagenen Bataillon der Rifreros. Präsident López und seine Beamten deckten sich hinter den Rifreros, welche sich unter Oberst Crisóstomo Centurión zur erfolglosen Gegenwehr opferten. Oberst Centurión von einem Projektil getroffen, das seinen Unterkiefer zerschmetterte und der am Bein verletzte Oberst Gaspar Estigarribia und General José Maria Aguiar fielen durch Lanzenwürfe. Der Vizepräsident Francisco Sánchez und Außenminister Luis Caminos wurden auf der Flucht getötet. Es gab später drei widersprüchliche Berichte über den Tod des paraguayischen Präsidenten. Fest steht das Lopez mit Unterstützung von Kapitän Francisco Arguello noch zum Aquidabán-nigüín flüchtete, aber wegen einer Wunde das steile Ufer des Baches nicht überwinden konnte. Er wurde von sechs Kavalleristen eingeholt und nachdem er sich geweigert hatte, sich zu ergeben, wurde er vom Korporal José Francisco Lacerda mit einer Lanze tödlich verwundet. Teile der brasilianischen Truppen verloren die Selbstkontrolle und begannen Unschuldige zu töten, zündeten das Lager an und töteten die Kranken und Verwundeten. Nur etwa 240 paraguayische Gefangene, darunter die Generäle Resquín und Delgado, wurden gefangen genommen.

## Folgen
Am 4. März erreichte die Nachricht von Solano López Tod Concepción, wo sich der Graf von Eu befand, der als Nachfolger von Marschall Luís Alves de Lima e Silva, Herzog von Caxias, mit dem Oberbefehl beauftragt worden war. Der Schwiegersohn des Kaisers Dom Pedro II. kehrte nach Rio de Janeiro zurück, wo das siegreiche Kriegsende mit Jubel aufgenommen wurde.
Paraguay war nach fünfjährigen Krieg am Ende seiner Leistungsfähigkeit, die Hälfte seines Territoriums fiel an die Alliierten, seine Bevölkerung war dezimiert. Im Kaiserreich Brasilien führte der Krieg angesichts der hohen Kriegskosten und des sich zu lange dahinziehenden Krieges zu einer Stärkung des Republikanismus, welcher sich besonders im jüngeren Offizierskorps ausbreitete. Zusammen mit der auf die Rekrutierung zahlreicher schwarzer Freiwilliger (Freigelassener) zurückzuführenden schrittweisen Abschaffung der Sklaverei (bis 1888) führte dies 1891 zum Sturz der Monarchie.
1976 wurde am Cerro Corá ein Nationalpark gleichen Namens gegründet. Der gleichnamige Kinofilm von 1978 beschäftigt sich mit der Thematik.